# Diadem (hvězda)
Diadem, také známý jako α Comae Berenices, je dvojhvězda v souhvězdí Vlasů Bereniky. Přestože nese Bayerovo označení α, není nejjasnější hvězdou svého souhvězdí.

## Charakteristika
Dvojhvězda Diadem sestává ze dvou podobných složek hlavní posloupnosti spektrálního typu F5V. Hvězdy obíhají kolem společného těžiště po výstředné dráze s periodou přibližně 26,05 let. Jejich střední vzdálenost je 10 AU, což odpovídá vzdálenosti mezi Sluncem a Saturnem. Největší úhlová vzdálenost složek na obloze dosahuje asi 0,7 vteřiny.
Hlavní složka (Diadem A) má hmotnost 1,237 M☉ a povrchovou teplotu 6365 K, zatímco druhá složka (Diadem B) je mírně méně hmotná (1,087 M☉) a její povrchová teplota je 6378 K.

## Původ názvu
Název „Diadem“ znamená „diadém“, což symbolizuje korunu, která zdobí hlavu královny. Souhvězdí Vlasů Bereniky bylo pojmenováno na počest královny Bereniké II. z Egypta, která podle legendy obětovala své vlasy bohům na znamení vděku za vítězství jejího manžela, krále Ptolemaia III. v bitvě.

## Historie pozorování
Dvojhvězda byla detailně pozorována díky pokroku v technikách měření pohybů hvězd, včetně interferometrických metod. Díky své blízkosti k Zemi (58,1 světelných let) je Diadem jedním z nejlépe studovaných binárních systémů.